# Église Saint-Élie de Nijni Novgorod
Pour les articles homonymes, voir Église Saint-Élie.
L'église Saint-Élie (Церковь Ильи Пророка) est une église de Nijni Novgorod en Russie, dédiée au prophète Élie. Elle a donné son nom à la rue Ilinskaïa (Saint-Élie) et à la tour Nord du kremlin de Nijni Novgorod. Elle dépend de l'éparchie (diocèse) de Nijni Novgorod.

## Histoire et description

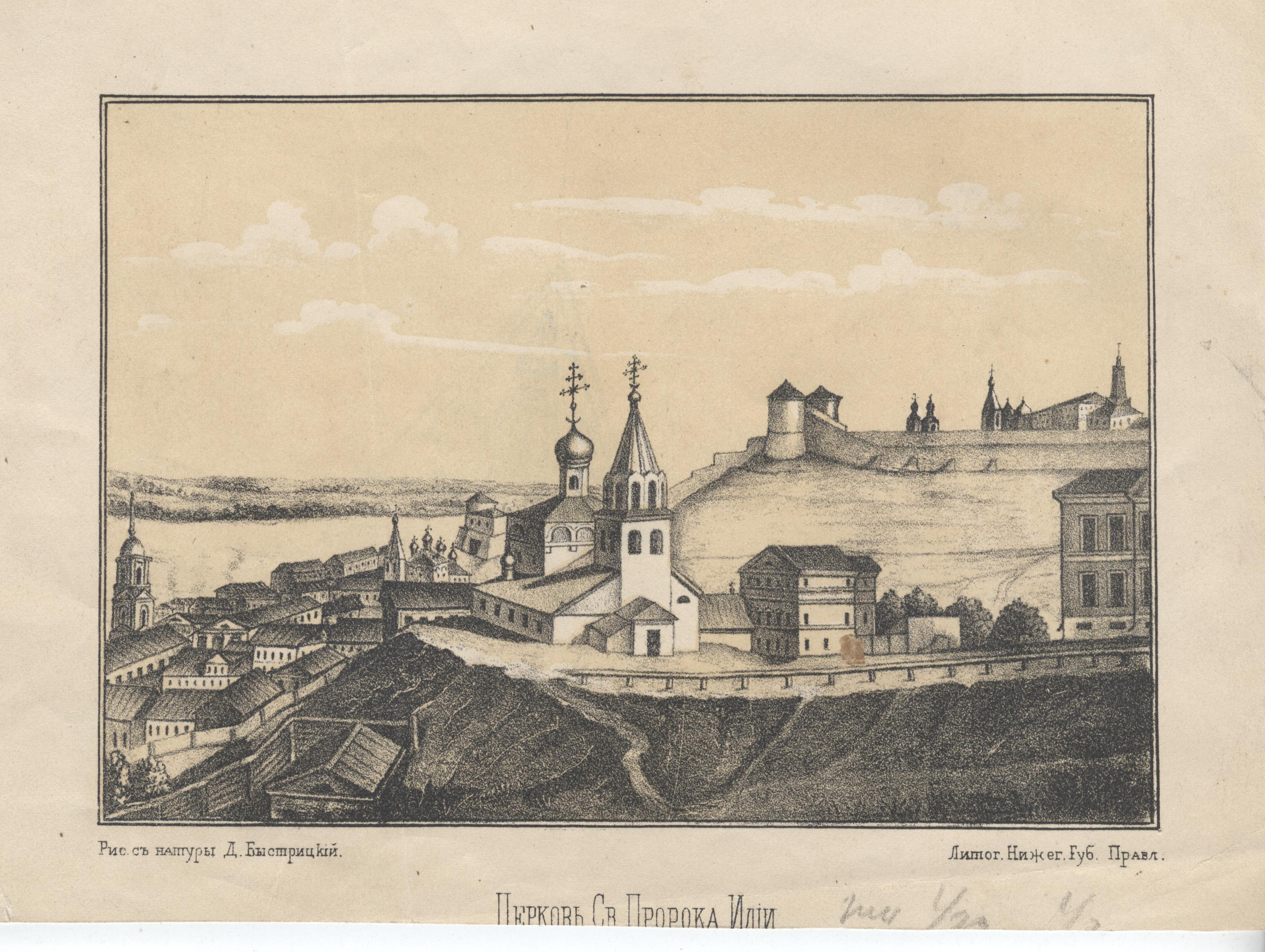
Gravure de l'église au XIXe siècle.

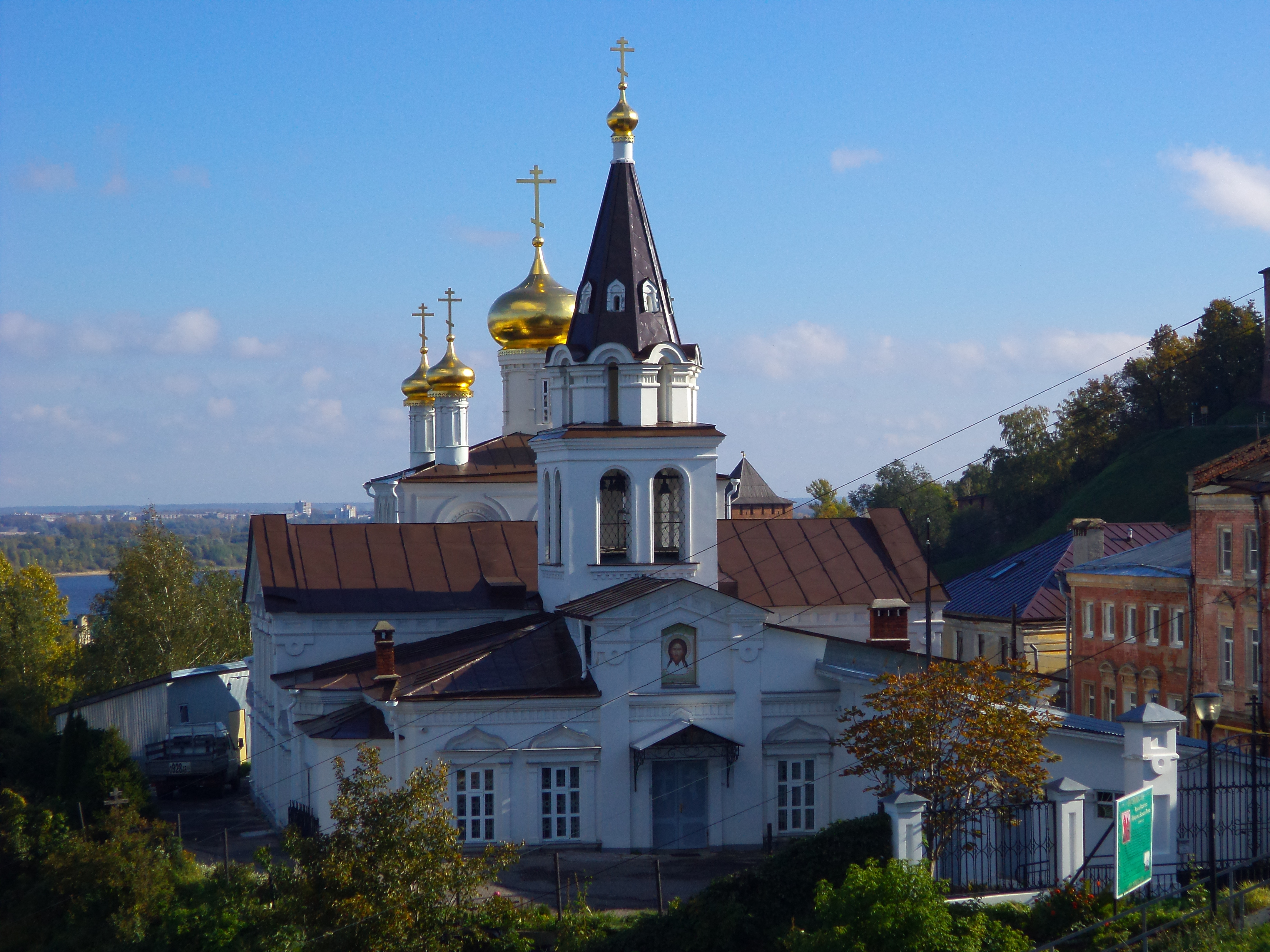
Vue de l'église.

Une première église de bois est construite en 1506, afin de  célébrer la libération de Nijni Novgorod du joug tatar de Mohammad Amin de Kazan. Selon la légende, l'église fut édifiée à l'emplacement de la tente d'un noble nogaï.
En 1655, l'église est démolie pour laisser place à une nouvelle église de pierre à l'initiative d'un prêtre nommé Étienne. En 1874, on lui adjoignit une église-réfectoire et on installa une nouvelle coupole, d'après les dessins de l'architecte I.M. Kostrioukov.
Les autorités communistes imposèrent la fermeture de l'église au culte en 1932. Elle abrita jusqu'à l'écroulement de l'URSS une fabrique de pain. L'édifice fut rendu à l'Église orthodoxe russe en 1995.
L'église possède aujourd'hui des reliques du saint patriarche de Moscou, Job. Des travaux de restauration sont toujours en cours.